# روي أندريه أوليفيرا راموس
روي أندريه أوليفيرا راموس (6 فبراير 1995 - ) هو لاعب كرة قدم برتغالي في مركز الوسط.

## وصلات خارجية
- روي أندريه أوليفيرا راموس على موقع قاعدة بيانات كرة القدم.إي يو (الإنجليزية)
- روي أندريه أوليفيرا راموس على موقع Soccerway.com (الإنجليزية)